# Babybox TP
Babybox TP – modem ADSL, oferowany w drodze dzierżawy klientom Neostrady TP przez Telekomunikację Polską. Modem został stworzony w kooperacji polskich informatyków z tajwańską firmą Zyxel. Babybox TP jest routerem ethernetowym, w przeciwieństwie do Liveboksa tp nie obsługuje on połączeń bezprzewodowych Wi-Fi. Urządzenie posiada wbudowaną bramkę VoIP, możliwość podpięcia linii telefonicznej POTS, dzięki czemu przy pomocy jednego urządzenia można prowadzić rozmowy zarówno przy użyciu telefonii stacjonarnej jak i internetowej. Urządzenie ma również wbudowaną sprzętową zaporę sieciową.

## Charakterystyka techniczna
Na podstawie tp.pl
- Porty fizyczne
  - 1 x RJ-45, podłączenie ethernet (LAN)
  - RJ-11, podłączenie ADSL, podłączenie POTS, 2 x podłączenie aparatu telefonicznego
- Funkcje
  - SIP – przeznaczony dla usługi neofon tp
  - Life line – możliwość wykonania połączenia poprzez POTS, w przypadku zaniku zasilania
  - Remote log – wysyłanie logów, na podany adres e-mail